# Kaw City
Kaw City is een plaats (city) in de Amerikaanse staat Oklahoma, en valt bestuurlijk gezien onder Kay County.

## Demografie
Bij de volkstelling in 2000 werd het aantal inwoners vastgesteld op 372.
In 2006 is het aantal inwoners door het United States Census Bureau geschat op 359, een daling van 13 (-3.5%).

## Geografie
Volgens het United States Census Bureau beslaat de plaats een oppervlakte van
14,4 km², waarvan 7,0 km² land en 7,4 km² water. Kaw City ligt op ongeveer 312 m boven zeeniveau.

## Plaatsen in de nabije omgeving
De onderstaande figuur toont nabijgelegen plaatsen in een straal van 20 km rond Kaw City.